# More Friends Over
「More Friends Over」是日本的女子偶像歌手真野惠里菜的第3枚原創專輯。於2012年3月21日發行。唱片公司為hachama。

## 概要
- 與上一張原創專輯「MORE FRIENDS」相距約1年4個月。
- 收錄第9張單曲「青春的戀曲」和第10張單曲「My Days for You」，以及2012年初於Youtube披露的歌曲「Glory days」和新曲等，共15首曲目
- 新曲「永遠 ～黃昏交差點 time goes by～」是第11張單曲「心如鹿撞 Baby / 黃昏交差點」的主打曲目「黃昏交差點」的另一個版本
- 新曲「熱血先生」是改編自射亂Q的歌曲「熱血先生」
- 本作分「初回限定盤」和「CD盤」2種版本
- 「初回限定盤」收錄了單曲「心如鹿撞 Baby / 黃昏交差點」和「More Friends Over」的Making、新曲「Glory days」和「如果天氣報告是正確的」的PV、「黃昏交差點」的PV Making和「Hello! Channel -二十歳的誓言-」的Making
- 在4月9日於公信榜專輯週排行榜取得第27位。

## 收錄內容

### CD（初回限定盤・CD盤）
1. 純情警察 K・I・S・S
（作詞・作曲・編曲：manzo）
2. Glory days
（作詞：三浦徳子 作曲・編曲：はたけ）
3. 青春的戀曲 (青春のセレナーデ)
（作詞：三浦徳子 作曲：泰誠 編曲：河合英嗣）
9th單曲
4. ～「MC美智子」之時間①～（～「進行はミチコ」の時間①～）
5. 永遠 ～黃昏交差點 time goes by～ （永遠 ～黄昏交差点 time goes by～）
（作詞：三浦徳子 作曲：本上遼 編曲：本上遼、原田勝通）
11th單曲・「黃昏的交差點」另一個版本
6. 熱血先生
（作詞：まこと 作曲：たいせー 編曲：高橋諭一）
7. I have a dream
（作詞：三浦徳子 作曲・編曲：はたけ）
8. ～「MC美智子」之時間②～（～「進行はミチコ」の時間②～）
9. 萬歲! ～真是WONDERFUL的人生!～（バンザイ! ～人生はめっちゃワンダッホーッ！～）
（作詞・作曲：本上遼 編曲：本上遼、原田勝通）
10. 風之薔薇 ～關於那人走遍各地並繪製地圖的歌～ (風の薔薇 ～歩いて地図を作った男のウタ～)
（作詞：三浦徳子 作曲：中島卓偉 編曲：高橋諭一）
11. 因為你在這裡（あなたがいるから）
（作詞：牧穂エミ　作曲：はたけ　編曲：はたけ、HEYSKE）
12. ～「MC美智子」之時間③～（～「進行はミチコ」の時間③～）
13. My Days for You
（作詞：NOBE 作曲：中島卓偉 編曲：鈴木俊介）
10th單曲
14. 如果天氣報告是正確的（天気予報があたったら）
（作詞・作曲：光咲魁人 編曲：光咲魁人、山田翔太）
15. ～「這個過程是...」～（～「進行は...」～）

### DVD
1. 心如鹿撞 Baby / 黃昏交差點（Making）
2. More Friends Over（Making）
3. 如果天氣報告是正確的（PV）
4. Glory days（PV）
5. 黃昏交差點（PV Making）
6. Hello! Channel -二十歳的誓言-（Making）